# Еджмонт (Меріленд)
Еджмонт (англ. Edgemont) — переписна місцевість (CDP) в США, в окрузі Вашингтон штату Меріленд. Населення — 218 осіб (2020).

## Географія
Еджмонт розташований за координатами 39°40′36″ пн. ш. 77°32′49″ зх. д. / 39.67667° пн. ш. 77.54694° зх. д. (39.676611, -77.546948).  За даними Бюро перепису населення США в 2010 році переписна місцевість мала площу 1,37 км², уся площа — суходіл.

## Демографія
Згідно з переписом 2010 року, у переписній місцевості мешкала 231 особа в 99 домогосподарствах у складі 71 родини. Густота населення становила 168 осіб/км².  Було 102 помешкання (74/км²).
Расовий склад населення:
| - 99,6 % — білих - 0,4 % — азіатів |

До двох чи більше рас належало 0,0 %. Частка іспаномовних становила 0,0 % від усіх жителів.
За віковим діапазоном населення розподілялося таким чином: 17,3 % — особи молодші 18 років, 60,2 % — особи у віці 18—64 років, 22,5 % — особи у віці 65 років та старші. Медіана віку мешканця становила 50,4 року. На 100 осіб жіночої статі у переписній місцевості припадало 92,5 чоловіків;  на 100 жінок у віці від 18 років та старших — 83,7 чоловіків також старших 18 років.
Середній дохід на одне домашнє господарство  становив 66 572 долари США (медіана — 60 278), а середній дохід на одну сім'ю — 84 524 долари (медіана — 83 594). 
Цивільне працевлаштоване населення становило 95 осіб. Основні галузі зайнятості: публічна адміністрація — 29,5 %, освіта, охорона здоров'я та соціальна допомога — 16,8 %, роздрібна торгівля — 9,5 %, науковці, спеціалісти, менеджери — 9,5 %.